# Brennende Liebe
Brennende Liebe (ted. Amore che brucia) è il secondo singolo tratto dall'ottavo album del gruppo musicale industrial metal tedesco OOMPH!.
Sonja Kraushofer dei L'Âme Immortelle partecipa sia nel featuring sia nel videoclip. La copertina riprende lo stile del singolo precedente, ovvero ritraendo la band in uno screenshot tratto dal video.

## Tracce[4]
1. Brennende Liebe 3:46
2. Eiszeit 3:43
3. Kill Me Again 3:20
4. Brennende Liebe (Transporterraum Remix) 5:22
5. Brennende Liebe (Hot Love Mix) 6:09

- Brennende Liebe video

## Video musicale
Il videoclip è basato sul film La moglie di Frankenstein (1935). Dero, Crap e Flux sono degli scienziati che lavorano in un castello per riportare persone in vita. Loro hanno già creato un essere simile al mostro di Frankenstein e ora stanno lavorando per crearne uno femmina. Nel video il mostro maschio lavora come assistente e erroneamente prende il cervello sbagliato per il mostro femmina. Quando quest'ultima è stata riportata in vita, lei si innamora con il mostro maschio e comanda di uccidere i suoi creatori (la band).